# Бачелис, Александр Семёнович
Александр Семёнович Бачелис (23 июня [6 июля] 1903, Киев — 28 апреля 1968, Москва) — советский инженер-мостостроитель, изобретатель, автор около 100 проектов железобетонных сооружений, реализованных на территории СССР, изобретений в области конструкций строительных элементов из железобетона. Кавалер ордена Трудового Красного знамени (за мост через шлюз № 8 канала Москва — Волга, 1937).

## Биография и деятельность
Родился в Киеве 23 июня (6 июля) 1903 года, в семье ковшеватского мещанина, хлеботорговца Шамы Лейбовича Бачелиса (1869—?) и Эти Эвадьевны Бачелис (1878—?), родом из Ставище. Учился на факультете инженеров путей сообщения Киевского политехнического института и в 1927 году с отличием защитив дипломную работу «Проект шоссейного моста через Терек у города Моздока», подготовленную под руководством Е. О. Патона, получил специальность мостостроителя. С 1 августа по 3 декабря 1927 года работал в проектном бюро при главном инженере по строительству «Грознефти», работа заключалась в самостоятельном проектировании моста через р. Сунжу.
В 1928 году участвовал в строительстве железнодорожного пути от Витебска на Невель. В 1929 году разработал первый проект инженерных сооружений из железобетона для Высоковской мануфактуры в Твери и серию из шести мостов и путепроводов.
В 1929—1935 годах работал в московском тресте «Трансстрой», занимая последовательно должности инженера, затем старшего инженера, руководителя сектора.
Выполнил ряд работ по проектированию крупных железобетонных сооружений, построенных на территории СССР: арочный мост через реку Любовку для Бобриковского химического комбината, мосты и эстакады для Магнитостроя, Тагилстроя, Кузнецкстроя, Уралвагонстроя, Ткварчелстроя, Азовстали, городские мосты через реку Уводь в Иваново-Вознесенске, балочный железобетонный двуступенчатый мост под железную дорогу в Туле, арочный мост для канала Москва — Волга. Часто выступал не только как автор проектов, но и как участник строительства сооружений.
В середине 1930-х годов А. С. Бачелис спроектировал также ряд мостов в Москве для Северного канала и реки Яузы, в 1938 году — ряд крупных железобетонных мостов для Куйбышевского гидроузла. С 19 января по 27 декабря 1939 года работал в московском проектном секторе строительства Куйбышевского гидроузла в должности начальника отдела дорог и мостов.
В годы Великой Отечественной войны был военнообязанным (с правом ношения формы) в звании директора-подполковника, работал главным инженером в Главстройуправлениях Наркомстроя по Дальнему Востоку и Челябинску, в Дунайском строительно-монтажном тресте Главморстроя НКМФ и др.
В 1946 году А. С. Бачелис спроектировал железобетонный мост разборного типа через пойму реки Дон у Ростова. В послевоенные годы участвовал в проектировании однопролётного железобетонного моста через Старый Днепр, был главным инженером строительства моста через Новый Днепр у Запорожья. На строительстве каналов Северный Донец — Донбасс и Днепр — Кривой Рог по предложению Бачелиса широко использовались трубы большого диаметра из предварительно напряжённого и сборного железобетона. Участвовал в проектировании и был главным инженером по постройке путепровода через Московский проспект в Ленинграде.
2 апреля 1960 года награждён малой серебряной медалью ВДНХ — «за успехи в народном хозяйстве СССР».
В 1960-х годах работал в научно-исследовательском секторе Всесоюзного института «Гидропроект» им. С. Я. Жука.
В последние годы жизни занимался научной работой и преподавательской деятельностью — выступал с докладами на конференциях и статьями, читал лекции в вузах в Новосибирске, Москве и Ленинграде.
Ряд разработок учёного в области железобетонных конструкций получил статус изобретений. По проектам А. С. Бачелиса построено около 100 железобетонных сооружений в Москве, Владивостоке, Ростове-на-Дону, Тбилиси, Запорожье, Ленинграде, в Эстонии, на Урале и др.
Умер в Москве 28 апреля 1968 года, похоронен на Введенском кладбище.

## Семья
Братья — Борис Шамович (Семёнович) Бачелис (1897—?), выпускник 2-го киевского коммерческого училища; Давид Шамович (Семёнович) Бачелис, инженер, автор переиздававшегося справочника «Электрические кабели, провода и шнуры» (с соавторами, М.: Энергия, 1958—1971. — 704 с.) и других публикаций в этой области. Племянник — математик Роальд Давидович Бачелис (1930—?).
Двоюродный брат — Илья Израилевич Бачелис, кинодраматург. Двоюродная сестра — Татьяна Израилевна Бачелис, киновед.

## Основные работы и оценки
Замечательным сооружением, и по сей день остающимся уникальным, явился железобетонный одноарочный мост Калининской железной дороги через шлюз № 8. <…> …перекрытие пролёта в 120 м одной железобетонной аркой было смелой технической новостью, и кое-кто называл этот проект «авантюрой» и «рекордсменством».
В нашей стране этот мост являлся наибольшим по своему пролёту, а во всём мире — одним из крупнейших железобетонных арочных мостов.

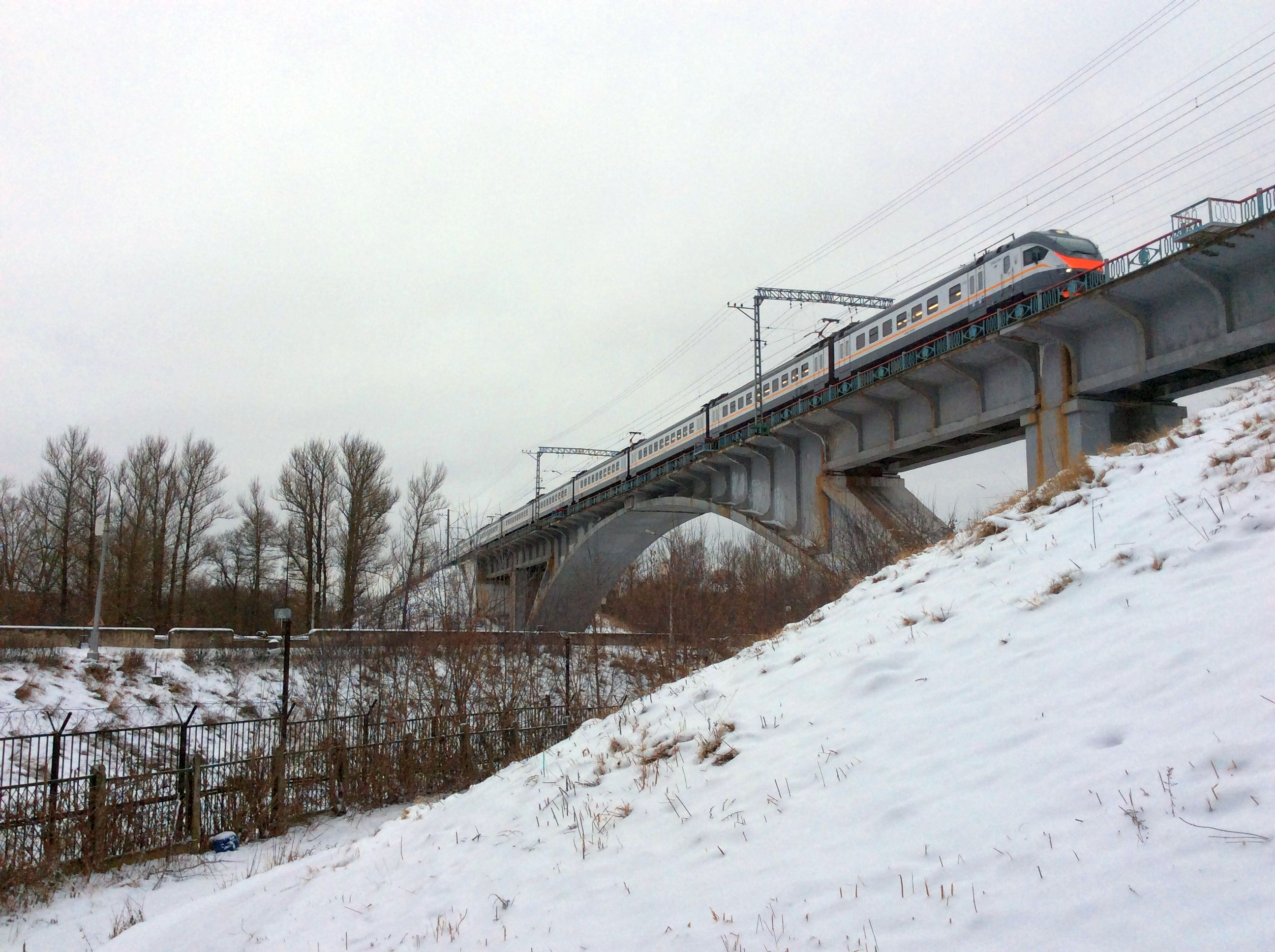
Мост Бачелиса. Фотография 2017 года

Наиболее известной инженерной работой Бачелиса считается одноарочный мост Калининской железной дороги через шлюз № 8 канала Москва — Волга, построенный под его личным руководством в 1935—1936 годах, и по оценкам специалистов, отличающийся оригинальностью конструкции и высоким «коэффициентом смелости». Работа получила высокие оценки учёных, инженеров, других специалистов, в числе которых Г. П. Передерий, С. Я. Жук, П. В. Щусев и др. Расчёты и описание моста Бачелиса вошли в учебники по мостостроению как «образец уникального моста». За этот труд Бачелис был удостоен ордена Трудового Красного знамени.
В числе других важных проектно-строительных работ А. С. Бачелиса специалисты указывают балочный мост с «рекордными пролётами» по 40 м через реку Унга, мост в 90 пролётов на пойме реки Дон, мосты и эстакады на Магнитострое, Кузнецкстрое, Тагилстрое, такие гидротехнические сооружения, как Куйбышевский гидроузел, каналы Северный Донец — Донбасс и Днепр — Кривой Рог, путепровод через Московский проспект.
Отмечая, что во многих работах Бачелис выступал «инициатором и играл ведущую роль в их исполнении» и созданные по его идеям сооружения «оригинальны по конструкции и изготовлению и совершенно своеобразны», профессор Е. Г. Качугин выделял путепровод через Московский проспект:

Особенно своеобразен и оригинален путепровод через проспект им. т. Сталина. Это напряжённо-армированная железобетонная конструкция в виде двух консолей, заделанных в устои и соединённых шарниром.
Указывая, что «такими талантливыми инженерами-мостовиками, как т. Бачелис, наша страна пока не очень богата» академик Г. П. Передерий отмечал:

Он всегда и везде вносил свежую техническую мысль как в проекты мостов, так и в способы их возведения.

## Награды
- 1937 — Орден Трудового Красного Знамени[10][13]
- 1960 — малая серебряная медаль ВДНХ[6]